# Bento Pereira de Carvalho
Bento José Pereira de Carvalho (Vialonga, 28 de fevereiro de 1745 – depois de 1821) foi um médico português do final do século XVIII e início do século XIX. Destacou-se como médico da Real Câmara durante o reinado de D. Maria I, Cavaleiro da Ordem de Cristo e Fidalgo da Casa Real. Exerceu funções relevantes em instituições religiosas e civis da cidade de Lisboa e foi um dos primeiros sócios da Real Academia das Ciências de Lisboa.

## Biografia

### Origem e formação
Nasceu em Vialonga no concelho de Vila Franca de Xira em 28 de fevereiro de 1745, era filho do alferes André Pereira de Carvalho e de Catarina Teresa de Sena. A família integrava os meios letrados e administrativos do Ribatejo, com vários membros ligados às carreiras eclesiásticas e jurídicas.
Bento José Pereira de Carvalho ingressou na Universidade de Coimbra em 1763, onde concluiu o bacharelato em Artes em 1765 e obteve o grau de doutor em Medicina em 1768. A sua formação decorreu num período de intensas reformas académicas promovidas pelo Marquês de Pombal. Como parte do processo final de graduação, apresentou as suas "Conclusões de Medicina", submetidas à apreciação da Real Mesa Censória. O parecer foi elaborado por António Pereira de Figueiredo, destacado teólogo e censor da época.

### Carreira médica
Após a sua formatura, foi nomeado Médico da Real Câmara, servindo diretamente a rainha D. Maria I e o príncipe regente D. João. Foi também médico do Convento da Estrela e de São Salvador, em Lisboa.
Em 18 de fevereiro de 1790, consta numa relação oficial dos médicos designados para assistir os doentes pobres das freguesias de Lisboa, onde é referido como responsável pelas freguesias de São João da Praça e São Miguel, residindo na Rua dos Algibebes. Este documento revela o seu envolvimento em funções de saúde pública no Antigo Regime.
Em 1802, já nomeado Médico da Real Câmara e Fidalgo da Casa Real, foi feito Cavaleiro da Ordem de Cristo, tendo sido dispensado das provas habituais como reconhecimento do seu mérito. 

### Atividade política
Após a Revolução Liberal do Porto, em 1820, integrou a Junta Provisória do Supremo Governo do Reino, tendo feito parte da Junta Preparatória das Cortes constituinte de 5 de outubro de 1820. A sua participação neste órgão de transição política inclui-o entre os médicos e juristas envolvidos na fase inicial do Constitucionalismo português. Fazia parte da mesma Junta provisória Filipe Ferreira de Araújo e Castro, primo direito da mulher de seu irmão André Pereira de Carvalho.

## Vida pessoal
Casou-se em 21 de março de 1770, em Santa Iria de Azóia, com Ana Joaquina Clara do Porto e Silva. Não há confirmação de descendência.
Entre os seus irmãos destaca-se o Reverendo Dr. Caetano José Pereira de Carvalho, formado em Cânones e Matemática pela Universidade de Coimbra, falecido em 1802. Outro irmão, José Pereira de Carvalho, foi escrivão judicial e notarial em Alverca.e cunhados do tabelião José Carlos Garção e do Capitão António Luís Ferreira, provedor das Capelas de Dom Afonso IV.

## Legado
Bento José Pereira de Carvalho representa o perfil do médico ilustrado português do final do Antigo Regime — formado em Coimbra, ao abrigo das reformas pombalinas, e integrado em circuitos de poder régio, académico, eclesiástico e administrativo. A sua trajetória académica e profissional reflete a transição para uma medicina mais racional e secularizada, num contexto influenciado pelas ideias do Iluminismo.